# Ancy-Dornot
Ancy-Dornot (Duits: Ancy-Dorningen) is een gemeente in het Franse departement Moselle in de regio Grand Est. De gemeente is op 1 januari 2016 ontstaan door het samenvoegen van de gemeenten Ancy-sur-Moselle en Dornot tot de huidige commune nouvelle. Ancy-Dornot telde op 1 januari 2022 1.474 inwoners.

## Geografie
De oppervlakte van Ancy-Dornot bedroeg op 1 januari 2022 10,25 vierkante kilometer; de bevolkingsdichtheid was toen 143,8 inwoners per km².

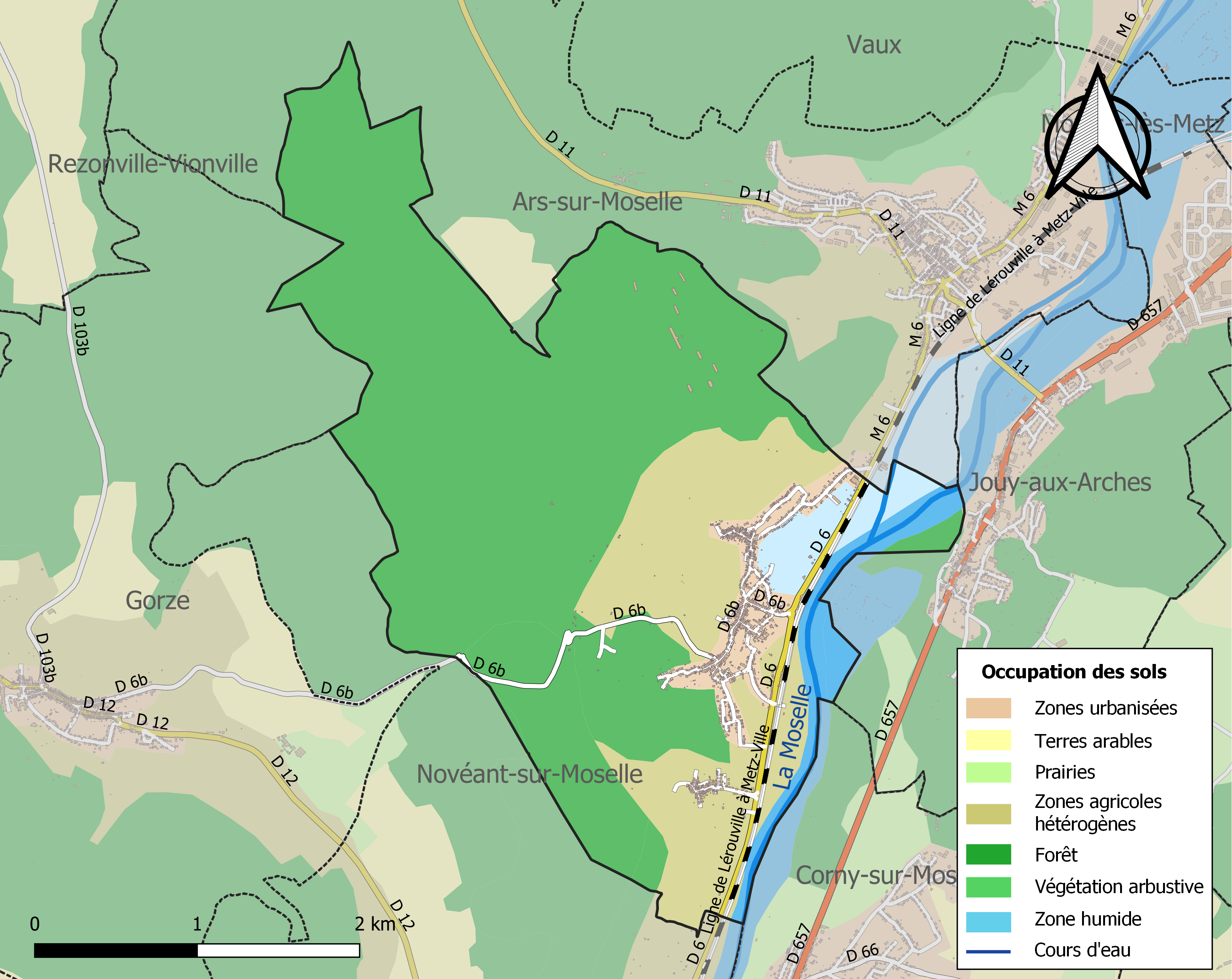
Kaart van de gemeente met de belangrijkste infrastructuur, bodemgebruik en omliggende gemeenten

## Verkeer en vervoer
In de gemeente ligt spoorwegstation Ancy-sur-Moselle.